# لغة منطوقة

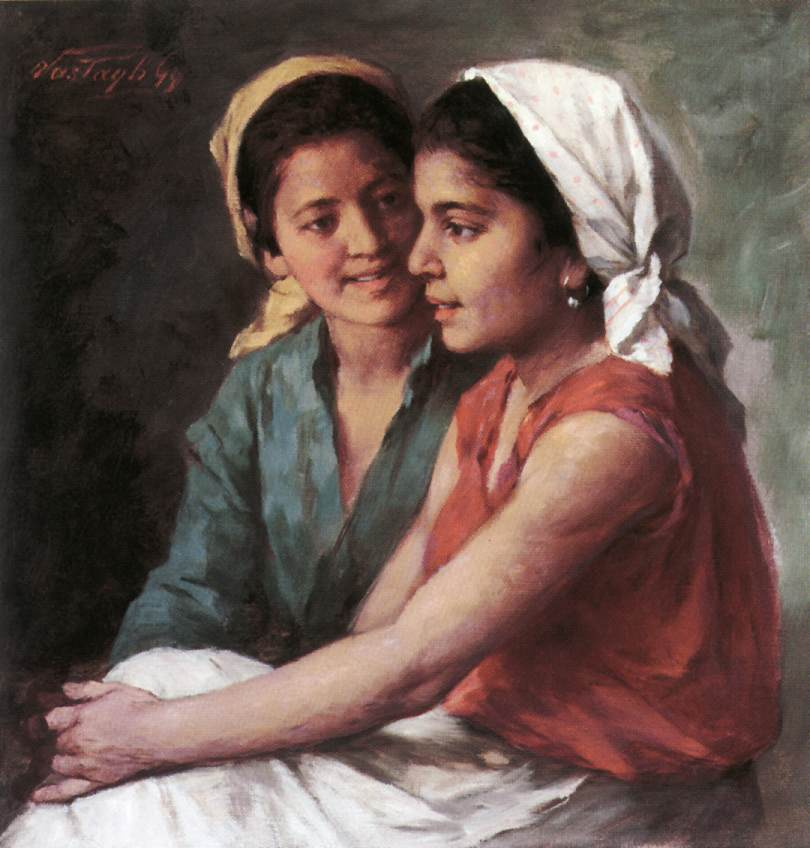

اللُّغَةُ الْمَنْطُوقَةَ أو اللُّغَةُ الْمحكية هي اللفظ، والتكلّم بأصواتٍ وحروفٍ تؤدّي معنًى، في قالبٍ لغوي، بواسطة عملية تفاعلية يقوم بها جهاز النطق يرسل من خلال الأثير موجة قادرة على التحرك في عدة أوساط مادية مثل الأجسام الصلبة، السوائل، والغازات، ولاتنتشر في الفراغ، على هيئة ذبذبات صوتية، تستعمل كوسيلة اِتِّصَال بينه وبين كائن آخر من جنسه أو من جنس آخر، يعبر من خلالها عما يريد قوله أو فعله بوعي أو بغير وعي مسبق، ويسمى الأحساس الذي تسببه تلك الذبذبات بحاسة السمع. تختلف عن اللغة المكتوبة، أو اللغة البصرية، أو لغة الجسد والأشارة. اللغة المنطُوقة هي الشكل الأصلي والأساسي للغة البشرية. بعض الثقافات، لا تمتلك لغاتٍ مكتوبة.
عملية الأتصال الصوتي تحتم وجود متكلم، ومستمع، وشئ يريد المتكلم إيصالة إلى المستمع. إن رؤية أو تذكر شجرة يوحي في ذهن المتكّلم بالصورة المرئية أو بمفهوم الـ «شجرة» وهذا المفهوم يوحي بدوره، عبر طريقة التداعي، بصورة الكلمة الصوتية «ش - ج - ر - ة» حين يتناقلها الأثير تحت اشكال تردّدات صوتية فإنها تطرق آذان السامع فتوحي إليه بصورة الكلمة «شجرة» وهذه الأخيرة توحي، عبر التداعي، بصورة الكلمة المفهوم «شجر+ة». تستطيع آلة الاسبكتروجراف تحويل الصوت المسموع إلى صور مرئية. ومن خصائص هذه الصور أنها ترسم صفات الاصوات الفسيولوجية والأكوستيكية وتقيس نسبة ذبذبتها في الثانية. كما أستغلت أشعة إكس الضوئية لتشخيص حركات أعضاء النطق عند لفظ أي صوت أو مجموعة من الاصوات.